# Alexandre de Bernay
Alexandre de Bernay, noto come Alexandre de Paris (1150 circa – 1190 circa), è stato un poeta francese.

## Opere
Gli furono attribuite alcune sezioni del Roman d'Alexandre (1190) e altri poemi (Athis et Prophilas, La belle Hélene de Costantinople).

## Curiosità
I versi dodecasillabi vengono chiamati "versi alessandrini" proprio perché utilizzati dall'autore nel Romanzo di Alessandro.